# De Dion-Bouton Type CQ
Der De Dion-Bouton Type CQ ist ein Pkw-Modell aus der Anfangszeit des 20. Jahrhunderts. Hersteller war De Dion-Bouton aus Frankreich.

## Beschreibung
Die Zulassung durch die nationale Zulassungsbehörde erfolgte am 13. Dezember 1910.
Der Zweizylindermotor hat 75 mm Bohrung, 130 mm Hub, 1149 cm³ Hubraum, war damals in Frankreich mit 8 Cheval fiscal (Steuer-PS) eingestuft und leistet etwa genauso viel PS. Er ist vorne im Fahrgestell montiert und treibt über ein Dreiganggetriebe und eine Kardanwelle die Hinterräder an. Der Wasserkühler befindet sich direkt vor dem Motor und hinter einem deutlich sichtbaren Kühlergrill.
Die Basis bildet ein Pressstahlrahmen. Der Radstand beträgt 2539 mm, die Spurweite 1174 mm. Die Vorderräder haben zehn Speichen, die Hinterräder zwölf.
Bekannt sind Aufbauten als Phaeton.
Das Modell wurde neun Monate lang produziert. Nachfolger wurde der Type DG, der am 25. September 1911 seine Zulassung erhielt.
Ein Fahrzeug war früher im Automobilmuseum von Le Mans ausgestellt. Das Auktionshaus Bonhams bot es 2010 auf einer Versteigerung an und erwartete einen Preis zwischen 35.000 und 55.000 Euro.